# Pedro Augusto
Pedro Augusto Borges da Costa, noto semplicemente come Pedro Augusto (Ubá, 3 marzo 1997), è un calciatore brasiliano, centrocampista del Fortaleza.

## Caratteristiche tecniche
È un mediano.

## Carriera
Cresciuto nel settore giovanile del San Paolo, ha esordito in prima squadra il 17 gennaio 2018 disputando l'incontro del Campionato Paulista perso 2-0 contro il São Bento.

## Palmarès

### Club

#### Competizioni regionali
- Copa do Nordeste: 1

Fortaleza: 2024